# Ambulantisierung
Ambulantisierung ist der Prozess, soziale oder medizinische Leistungen, die in stationären Einrichtungen erbracht wurden, in den ambulanten Bereich zu verlagern.

## Soziale Arbeit
Im SGB XII ist seit 2005 geregelt, dass die ambulanten Hilfen vor den teilstationären und vor den stationären Leistungen erbracht werden sollen. Z.B. bedeutet dies in Bezug auf die Eingliederungshilfe, dass behinderte Menschen mehr ambulante Dienste statt stationäre Einrichtungen in Anspruch nehmen können, um ihre Wohnform frei wählen zu können. Die Ambulantisierung geht einher mit der Entwicklung der Sozialraumorientierung in der Sozialen Arbeit.

### Ambulantisierungsquote
Die Ambulantisierungsquote wird meist getrennt für seelisch, geistig und körperlich behinderten Menschen erfasst. Während im Jahr 2010 70 Prozent aller seelisch behinderten Menschen ambulant betreut wurden, war das lediglich bei 30 Prozent der geistig und körperlich behinderten Menschen der Fall. Es gab teils erhebliche Unterschiede zwischen den deutschen Bundesländern: während in Hamburg über 80 Prozent aller seelisch behinderten Menschen ambulant betreut wurden, lebten in Sachsen-Anhalt 70 Prozent aller seelisch behinderten Menschen in Heimen.
2023 stieg die Quote bundesweit auf 59,4 Prozent.

## Medizin
Die Ambulantisierung im Gesundheitswesen wird seit den 1990er Jahren umgesetzt. Durch die Pflegestärkungsgesetze, das Pflege-Neuausrichtungs-Gesetz und das Gesundheitsversorgungsstärkungsgesetz wurden rechtliche Rahmenbedingungen geschaffen, die die ambulante Versorgung stärken. Das Ziel ist die Gesundheitsversorgung effizienter zu gestalten.
Die Kassenärztliche Bundesvereinigung (KBV) sieht neben der wirtschaftlichen Effizienz auch medizinische Vorteile. Da durch den medizinischen Fortschritt viele Behandlungen weniger aufwendig geworden sind, benötigt es weniger Übernachtungen in Krankenhäusern.